# Federica Stufi
Federica Stufi (Firenze, 22 marzo 1988) è una pallavolista italiana, centrale del Giorgione.

## Carriera

### Club
Federica Stufi inizia la sua carriera pallavolistica da professionista debuttando nel Club Italia nel 2004 a 16 anni. Nella stagione 2006-07 viene acquistata dall'Esperia di Cremona in Serie A2 con la quale resta per due stagioni. Nel 2008 arriva in Serie A1 tra le file del Chieri, giocando da titolare, anche se la squadra a termine stagione retrocede nel campionato cadetto. Nell'annata seguente viene ingaggiata dalla neo promossa River.
Nella stagione 2010-11 viene ingaggiata dal Santa Croce, militante in Serie A2, mentre in quella successiva torna in massima serie, passando al Villa Cortese, mentre la stagione successiva è al Forlì Bologna.
Per il campionato 2013-14 veste la maglia del Bergamo e in quello successivo gioca per la Savino Del Bene, club dove rimane per due stagioni. Nell'annata 2016-17 difende i colori dell'Busto Arsizio, che nel campionato successivo prenderà il nome di UYBA, dove resta per due stagioni, per poi passare, per il campionato 2018-19, all'AGIL di Novara con cui vince la Coppa Italia 2018-19 e la Champions League 2018-19.
Nell'annata 2019-20 si accasa al Casalmaggiore, mentre in quella 2021-22 è al Cuneo Granda; per il campionato 2022-23 si accorda con il Bergamo 1991, sempre in Serie A1: poco prima dell'inizio della stagione 2023-24 annuncia il suo ritiro per maternità. Ritorna in campo a dicembre della stessa annata, in Serie B1, con il Giorgione.

### Nazionale
Con la nazionale under 19 conquista il titolo europeo di categoria nel 2006, per poi fare il suo debutto in nazionale maggiore nel 2007 con la quale vince il bronzo al World Grand Prix, anche se non viene mai utilizzata. Nel 2009 fa parte della spedizione azzurra alle Universiadi di Belgrado dove vince la medaglia d'oro.

## Palmarès

### Club
- Coppa Italia: 1

2018-19
- Champions League: 1

2018-19

### Nazionale (competizioni minori)
- Campionato europeo under 19 2006
- Universiade 2009